# NGC 1850
NGC 1850 is een zeer jonge open sterrenhoop in de Grote Magelhaense Wolk in het sterrenbeeld Goudvis. Het hemelobject werd op 3 augustus 1826 ontdekt door de Schotse astronoom James Dunlop. De ouderdom van de sterrenhoop wordt op 50 miljoen jaar geschat.

## Synoniemen
- ESO 56-SC70
- h 2780
- GC 1060